# 海衣达尔·沙依然尼
海衣达尔·沙依然尼（1891年—1941年）塔塔尔族，籍贯不详，中华民国新疆省教育家、社会活动家。

## 生平
1913年起，海衣达尔在新疆吐鲁番阿斯塔那办学，学校除了教授伊斯兰教宗教课之外，还教授语文、算术、文学、历史、地理、体育等课程。1917年，在该校参加学习的40位分别来自吐鲁番、鲁克沁、鄯善、奇台等地的学生，返回各自家乡创办“扎吉德”新式学校。海衣达尔还参加过哈密、吐鲁番、迪化等地反抗政府的农民起义及地下组织活动。1941年，遭盛世才逮捕入狱，与中国共产党党员陈潭秋等人都被处决。